# Бегунов, Андрей Владимирович
Андрей Владимирович Бегунов (род. 15 октября 1967, Первоуральск, Свердловская область) — мастер спорта СССР международного класса (хоккей с мячом), вице-чемпион мира, главный тренер хоккейного клуба «Старт».

## Биография
А. В. Бегунов начал играть в хоккей с мячом в Первоуральске в детской команде «Гайдар» в 1977 году. Первый тренер — И. Ф. Яговитин. С 1979 года тренируется в школе клуба «Уральский трубник». В составе взрослой команды впервые вышел на лёд в Свердловске, где он провёл единственную игру.
Вернувшись в Первоуральск, три сезона просидел в запасе.
В 1989 году получил приглашение из «Старта», где выступал до 1994 года, являясь игроком стартового состава. Здесь он начал играть в сборной, включался в символические сборные, получал призы.
В 1994 году принял приглашение от одного из клубов Швеции.
Вернувшись ещё до окончания сезона в Нижний Новгород, 12 сезонов играл в команде. В 2006—2009 годах играл в «Ракете». Затем играл за «Боровичи», который после сезона 2009/10 покидает высший эшелон. Следом — за «Кольскую ГМК», выступающую в первой лиге. После сезона 2011/12 года завершил профессиональную игровую карьеру, но играет в первенстве среди КФК за шатурскую «Энергию» и ветеранов «Старта».
Всего за годы карьеры провёл в высшей лиге 530 игр, забил 277 мячей и отдал 78 результативных передач. В 167 кубковых встречах забил 97 мячей и отдал 23 паса.
В 1992—1994 годах привлекался в сборную СССР и сборную России.
С 2014 года стал тренировать молодёжную команду «Старт-2», 5 декабря 2016 года назначен исполняющим обязанности главного тренера основной команды.
В сборной СССР провёл 10 игр, забил 2 мяча. За сборную России провёл 9 игр. Стал вице-чемпионом мира в 1993 году.

## Спортивные достижения
- Вице-чемпион России — 1995, 2002
- Бронзовый призёр чемпионата России — 1996, 1998, 2000, 2009
- Финалист Кубка России — 1996
- Чемпион СССР среди юниоров — 1985, 1986
- Вице-чемпион мира — 1993
- Бронзовый призёр турнира на призы Правительства России — 1992
- Чемпион мира среди молодёжи — 1990
- Включался в список 22 лучших игроков сезона — 1992, 1993, 1994, 1996, 1997, 1998
- Победитель первенства России среди КФК — 2014
- Чемпион России по мини-хоккею среди ветеранов — 2015